# The Fuse
The Fuse – ósmy album punkrockowego zespołu Pennywise. Płyta ukazała się na rynku na przełomie lipca i sierpnia (w różnych rejonach świata data była inna) 2005 roku.

## Lista utworów
1. „Knocked Down” – 2:44
2. „Yell Out” – 2:34
3. „Competition Song” – 2:41
4. „Take a Look Around” – 2:14
5. „Closer” – 3:15
6. „6th Avenue Nightmare” – 2:39
7. „The Kids” – 3:22
8. „Fox TV” – 2:36
9. „Stand Up” – 3:17
10. „Dying” – 2:18
11. „Disconnect” – 2:57
12. „Premeditated Murder” – 2:40
13. „Best I Can” – 2:43
14. „18 Soldiers” – 2:39
15. „Lies” – 4:02

## Ciekawostki
- Piosenka numer 9, „Stand Up”, została wykorzystana jako ścieżka dźwiękowa w grze Burnout Revenge.
- Niektóre wydania albumu mają szesnastą ścieżkę, zatytułowaną „Million Miles”.
- Zespół napisał ponad 50 piosenek, które miały znaleźć się na tym albumie. W rezultacie wybrano szesnaście z nich.
- Piosenka numer 3, „Competition Song” została wykorzystana jako ścieżka dźwiękowa w grze „SSX On Tour”.
- Piosenka numer 1, „Knocked Down” jest odgrywana w menu gry NHL 06.

## Skład zespołu
- Jim Lindberg – wokal
- Fletcher Dragge – gitara elektryczna, wokal
- Randy Bradbury – gitara basowa
- Byron McMackin – perkusja